# Endor
Endor (også kendt som skovmånen Endor) er en fiktiv måne i Star Wars-universet, som først blev set i Jediridderen vender tilbage. Månen er i kredsløb om gasgigantplaneten Endor, og den er den måne, der er længst fra selve gasgiganten. Endor er mest genkendelig for at være Ewokkernes oprindelsessted, og for at være stedet for Slaget om Endor, hvilket resulterede i et nederlag for Imperiet og den første død af Kejser Palpatine. 

## Geografi
Månens kappe består hovedsageligt af Diorit og Feldspar, og Skovmånen har været en vulkansk aktiv måne med mange hotspots.

### Terræn og Klima
Månens terræn er hovedsageligt dækket af store, tætknyttede gran- og vandgranskove. Selvom, at skovmånen også har store ødemarker, både ørken og hav. Månens lave akse og dens regulære kredsløb om dens gasgigant hjalp hovedsageligt på månens klima. Skovmånen har et tempereret og mildt klima, med poler, der regulerer vandstanden. Flora liv kan inkludere cambylictus-træer, og andre store planter, der trives med mange typer frugt, som gravabær. Skovmånen er den anden af to måner om gasgiganten Endor.
| Star Wars | Spire Denne Star Wars-artikel er en spire som bør udbygges. Du er velkommen til at hjælpe Wikipedia ved at udvide den. |